# Saipol
Saipol S.A.S. ou Société Agro Industrielle de Patrimoine Oléagineux est une entreprise agroalimentaire française spécialisée dans la transformation des graines oléagineuses (colza, tournesol) pour la production d'huiles (brutes et raffinées) et de tourteaux d'oléagineux (alimentation animale), de biogazole (marque Diester), de glycérine végétale et de lécithine de tournesol.

## Histoire

### Création pour restructurer la filière oléagineuse française
Saipol a été créé en 1983 par Sofiprotéol (établissement financier de la filière des huiles et protéines végétales, devenu Avril en 2015) pour reprendre et structurer l'outil de transformation des graines oléagineuses en difficultés à cette époque à la suite du dépôt de bilan du CNTA (Comptoir National Technique Agricole) en août 1983.
1992 : démarrage à Grand-Couronne d'une unité de trituration des graines de colza et de raffinage d'huiles végétales.
1995 : démarrage sur le site de Grand-Couronne d'une première unité de production de biogazole de taille industrielle  (120 000 tonnes), inaugurée par le premier ministre Alain Juppé en octobre de la même année. 

### Développement vers l'aval et biogazole
Saipol fait l'acquisition en 2003 de la société Lesieur, pour 175 millions d'euros, et se développe ainsi vers l'aval.
En 2008, Lesieur fait l'acquisition de la Société Générale Condimentaire (production de sauces et de condiments) qui appartenaient à Campbell. 
De 2004 à 2008, Saipol développe les capacités de production de biogazole des sites industriels pour répondre au plan biocarburants français. Saipol, qui produit du biogazole sous la marque Diester lance un programme d'investissement pour augmenter ses capacités de production et construire des unités de production de biogazole à Grand-Couronne, Bassens, Sète, Montoir-de-Bretagne, Cappelle-la-Grande et Le Mériot.

### De 2008 à 2016
En 2010, Saipol acquiert la société Expur, implantée dans le bassin de production d'oléagineux de l'Europe de l'Est et de la mer Noire. 
En juillet 2013, le groupe Sofiprotéol annonce la fermeture des sites industriels de Venette (trituration / estérification) et de Cappelle-la-Grande (estérification) pour la fin de l'année, le groupe faisant face à une surcapacité de production de biogazole en Europe, une forte concurrence sur ce marché et des retards dans l'application des objectifs d'incorporation annoncés au niveau européen.
En 2013/2014, Lesieur est réintégré au sein de la holding du groupe Sofiprotéol (pôle végétal).
En mai 2016, Saipol annonce une réduction de la production de biogazole dans un contexte de prix du pétrole bas, une surcapacité du marché européen du biogazole et d'importations européennes de biogazole produit à partir d'huiles végétales usagées. 
En 2016, Saipol ouvre un bureau commercial à Singapour pour le développement de son offre d'huile végétale en Asie.

### Depuis 2017: développement vers de nouveaux produits
À partir de 2017, Saipol développe ses activités vers de nouveaux produits dits « de spécialité », qui représentent des volumes commercialisés plus faibles, mais qui sont mieux valorisés. Cette stratégie de diversification vise à pallier les difficultés conjoncturelles successives rencontrées sur son activité principale de production de biogazole, : quatre usines du groupe sont ainsi mises en fonctionnement partiel après la libéralisation des importations de biogazole argentin en 2017, et d'huile de palme indonésienne en 2018. Saipol importe également 100 000 tonnes d'huile de palme par an, ce qui correspond à 8,5 % de sa production de biogazole.
En 2017, Saipol se lance dans la production de lécithine de tournesol, avec la construction d’un atelier de production à Bassens et le rachat de deux entreprises, Novastell (en 2017) et Lecico (en 2019), qui distribuent la lécithine auprès des clients.
En novembre 2018, l’entreprise lance le carburant Oleo100, carburant 100% végétal fabriqué à partir du colza français, qui peut remplacer le gazole pour les camions et véhicules d’entreprises. Oleo100, qui se développe au rythme "d'environ un nouveau client par jour", permet à l'entreprise de se redresser. En février 2020, la société fait savoir qu'elle cherche à se recentrer sur des carburants "premium" avec un tiers d'Oleo100 et un tiers de B7 Premium, ce qui l'amène à envisager de se séparer de ses sites de Montoir et de Sète (usine dont 100% du colza est importé). 
Saipol numérise également ses activités avec le lancement en 2018 de FeedMarket.fr, une plate-forme commerciale en ligne qui permet aux éleveurs et fabricants d’aliments d’acheter directement leurs approvisionnements de tourteaux pour l’alimentation des élevages. Feedmarket.fr devient Oleomarket.fr en 2020. Saipol continue à y vendre des tourteaux pour l’alimentation animale (Feedmarket), et y achète également des graines de colza et de tournesol issues de pratiques de conservation des sols (OleoZE) en offrant une prime pour ces bonnes pratiques,. 

## Environnement
Depuis 2011, Saipol a installé des chaudières biomasse fonctionnant avec des coques de tournesol sur plusieurs de ses sites. C'est notamment le cas à Lezoux, Bassens et Sète. Le site de Grand-Couronne fonctionne grâce à une cogénération biomasse fonctionnant avec des plaquettes forestières. 

## Activité
Saipol détient 5 sites industriels en France : Grand-Couronne (Seine-Maritime), Le Mériot (Aube), Lezoux (Puy-de-Dôme), Bassens (Gironde), Sète (Hérault).
En Roumanie, au travers de la filiale Expur, Saipol est présent à Slobozia au sein du bassin de production d'oléagineux de la région.
Les bureaux commerciaux de Saipol sont situés au siège de Saipol à Grand-Couronne, à Paris, à Barcelone (filiale Saipol Méditerranée).
Capacité : Saipol dispose d'une capacité de transformation de l'ordre de 3.5 millions de tonnes de graines de colza et de tournesol en Europe.

## Accidents industriels
En février 2018, une explosion dans l'usine Saipol de Dieppe fait deux victimes. L'entreprise et un sous-traitant sont mis en examen en juillet 2018 pour homicide involontaire,. 
Le 13 mars 2020 vers 12 h 30, dans l'usine de Grand-Couronne, une déflagration suivie d'un incendie s'est produite dans l'unité 1 d'estérification qui produit du Diester. L'incendie, sans risque de toxicité, est maîtrisé vers 14 heures. L'accident, qui se déclenche lors du changement d'équipe, ne fait aucune victime,. 

## Activité de lobbying

### Auprès des institutions de l'Union européenne
Saipol est membre de l'European Biodiesel Board, inscrit depuis 2009 au registre de transparence des représentants d'intérêts auprès de la Commission européenne, et qui déclare en 2018 pour cette activité des dépenses annuelles d'un montant compris entre 200 000 et 300 000 euros.

### En France
Saipol est client ou mandant d'EsteriFrance, qui déclare à la Haute Autorité pour la transparence de la vie publique exercer des activités de lobbying en France pour un montant qui n'excède pas 10 000 euros sur l'année 2018.